# Estalo de salão

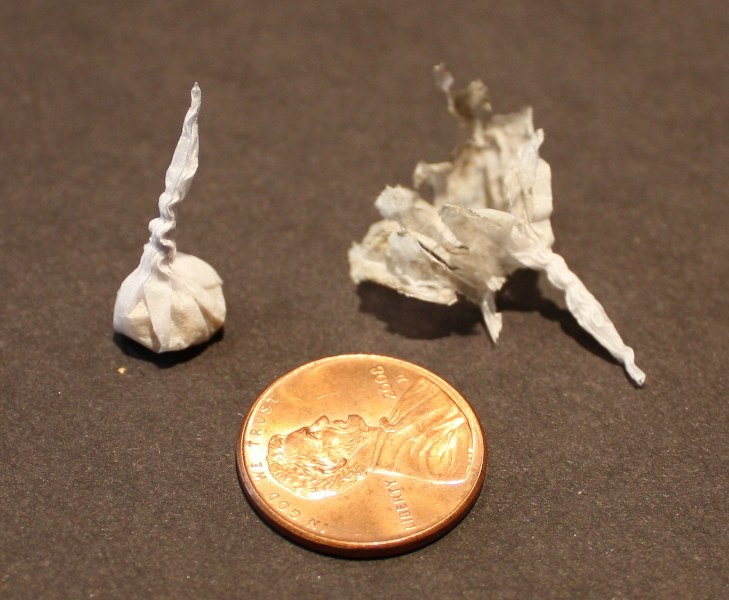

Os estalos de salão são artefatos pirotécnicos que ao serem atirados ao chão, explodem e produzem um estalo. São muito utilizados para pegadinhas e brincadeiras de crianças visto que são inofensivos e feitos com fulminato de prata e areia, não contendo pólvora.
Os estalos são fabricados através de um processo onde se dissolvem o fulminato de prata em ácido, e se lava a areia com álcool para neutralizar seu PH, traços de cobre podem ser acrescentados para servir de catalisador. Após secar a areia e o fulminato, se embrulha os dois componentes em trouxinhas de plástico ou papel para montá-lo.

## Outros nomes
Os estalos de salão são também chamados de biribinhas, biribas, estalos, estalinhos, traques ou beijinhos. Na região autónoma da Madeira, os estalos de salão são conhecidos como beijinhos e são muito utilizados, principalmente no período das festas de fim de ano, como por exemplo no Natal.